# Comentarista en el cinema mudo
Los comentaristas, explicadores o intérpretes eran aquellos que explicaban las escenas de las películas mudas para que el auditorio entendiera mejor aquello que veía. Junto con la música en directo, tenía la función de instaurar orden en la sala. Además, se encargaban de añadir algún tipo de efecto sonoro mediante objetos cotidianos.

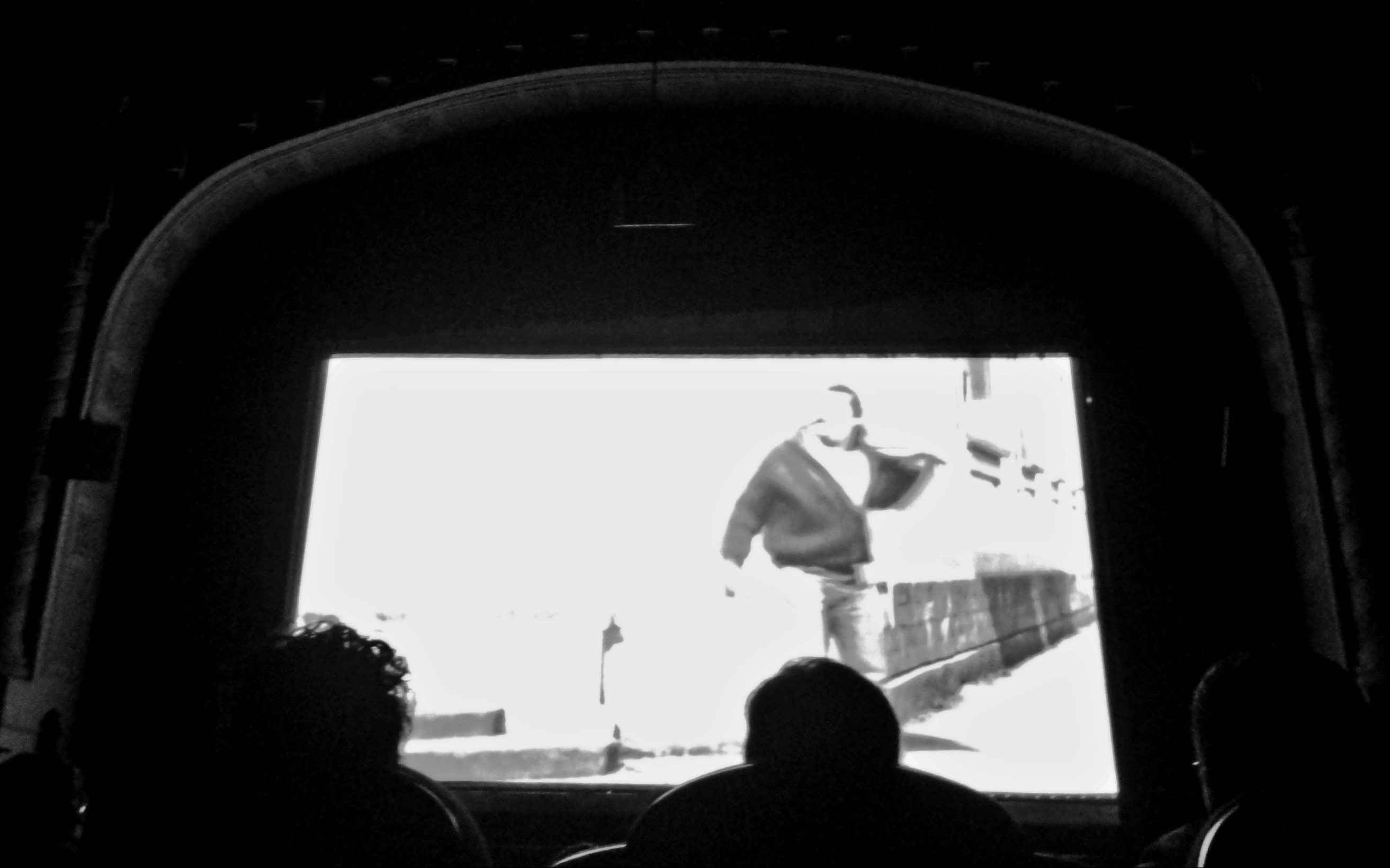
Origen del cine y los comentaristas

Llegó a ser una figura tan emblemática que se hacían concursos para elegir los mejores.

## Origen
Los orígenes de los comentaristas cinematográficos suelen situarse en el teatro japonés Benshi y las formas teatrales autóctonas del Kabuki. A principios del siglo XX, los benshi (también denominados katsuben) se ponían de acuerdo con los operadores de cámara para que aceleraran o pararan las imágenes debido a su objetivo explicativo.

En cuanto al cine español, las primeras manifestaciones de los intérpretes se relacionan con las primeras exposiciones de los romances de ciego, un tipo de actuación existente desde los inicios de la imprenta hasta finales del siglo XIX. Esta, reproducía el esquema de un narrador oral y la representación iconográfica de la historia que explicaba.
En términos globales, el explicador empezó a aparecer en los cines, aproximadamente, en 1897, con la creación de los primeros clips primitivos.

## Tipos
Se distinguen hasta 6 clases de comentaristas: el propietario del local, que pretendía brindar una experiencia cinematográfica más entendedora y, de este modo, promocionar su cine;  los actores amateurs que, escondidos detrás de la pantalla, intentaban doblar los actores con la ayuda de un director que hacía las acotaciones para que entraran cuando era necesario; los actores profesionales que, doblándose a ellos mismos o a los actores de las cintas, se escondían detrás la pantalla y el director marcaba las entradas leyendo las acotaciones; los pianistas o músicos que, a pesar de que no era tan común, explicaban algún detalle sobre la película acompañándolo con música disminuyendo o intensificando la melodía según convenía; los explicadores no profesionales, que acostumbraban a traducir los letreros o leerlos literalmente para que el público analfabeto estuviera al caso de las frases escritas; y, finalmente, los explicadores profesionales, que eran expresamente enviados por las distribuidoras coincidiendo con los estrenos. Estos comentaristas, que ya habían visto la película, comentaban el film a partir de un guion muy elaborado, hablaban de cara al público y estaban de pie junto a la pantalla. Son los que más se adherían a la función de portavoz de la película y apaciguaban el alboroto del público.
En Madrid destacaron dos comentaristas profesionales: Tomàs Borràs, que trabajó en el cine alrededor de 1910, y Federico Mediante Noceda, que se dedicó a principios de siglo.

## Desaparición
La época de esplendor de los comentaristas fue entre 1904 y 1910. Así pues, empiezan a desaparecer a medida que los intertítulos tienen más presencia en el cine mudo. Sin embargo, los letreros y los comentaristas llegaron a convivir a consecuencia del analfabetismo de muchos espectadores. Su desaparición total se sitúa alrededor de 1913. 
El carácter oral de su tarea y el hecho de que, en cierto sentido, cumpliera una función a la película desde una posición físicamente externa a esta, justifican la carencia de un rastro fílmico o escrito generados por el mismo explicador.